# Fibrax
A Fibrax foi uma empresa brasileira fabricante de automóveis, localizada na cidade de Erechim, Rio Grande do Sul.
Ela iniciou suas produções em 1989, com o buggy Bargus, comercializando algumas unidades na região Sul do Brasil, restringindo a sua produção em dois carros por mês. Em 1991, anunciou a exposição do seu segundo modelo, o carro esportivo Fiera, baseado em um chassi da Volkswagen 1600 e em uma carroceria de fibra de vidro baseada no Chevrolet Corvette, com portas no formato de "asa de gaivota". Antes do seu encerramento no ano de 1991, a Fibrax também projetou o modelo de picapes de cabine dupla, que não vieram a ser comercializadas.